# Lola Naymark

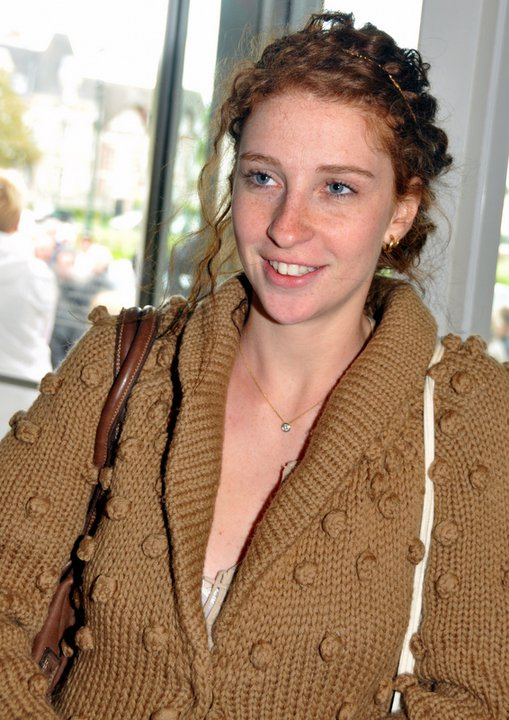
Lola Naymark (2011)

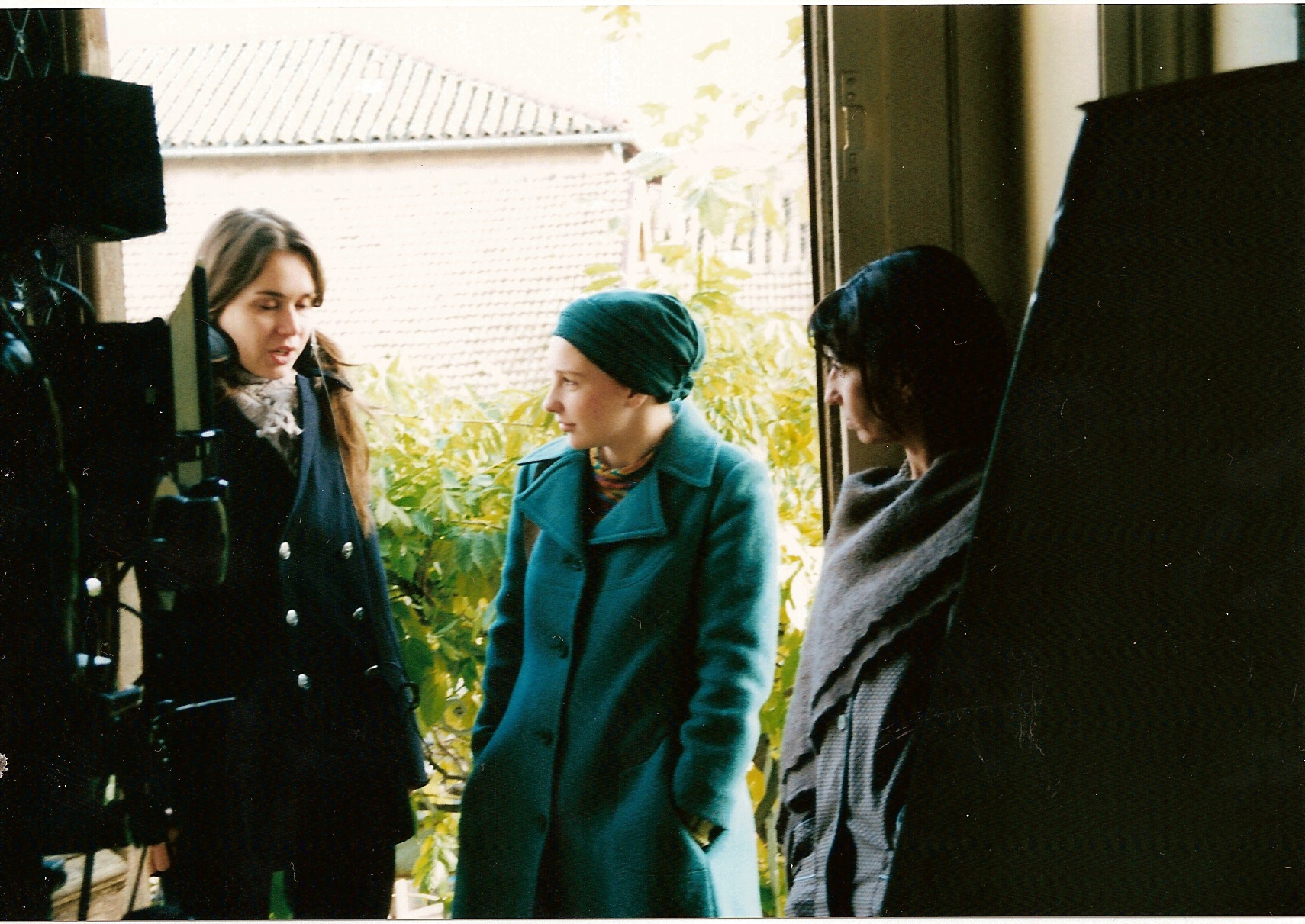
Lola Naymark, umrahmt von Eléonore Faucher (li.) und Ariane Ascaride bei den Dreharbeiten zu Die Perlenstickerinnen (2004)

Lola Naymark (* 5. April 1987 in Paris) ist eine französische Schauspielerin.

## Leben
Sie begann ihre Karriere in zwei Fernsehfilmen von Roger Vadim, La nouvelle tribu (1996) und Un coup de baguette magique (1997). 1998 spielte sie eine Hauptrolle in Riches, belles etc. (Reiche, Schöne etc.) von Bunny Godillot.
Ihre erste Hauptrolle in einem Kinofilm hatte sie 2001 in La colère du diable (Der Zorn des Teufels) von Chris Vander Steppen. Den ersten internationalen Auftritt hatte sie in einer Nebenrolle 2003 in François Dupeyrons Monsieur Ibrahim und die Blumen des Koran, neben bekannten Schauspielern wie Omar Sharif und Isabelle Adjani.
Ihre Karriere machte einen weiteren Sprung durch die Rolle der schwangeren Claire Moutiers in Éléonore Fauchers Film Brodeuses (Die Perlenstickerinnen), für den sie 2004 den Michel-Simon-Preis erhielt. Ebenso wurde sie 2005 für den César in der Kategorie „Beste Nachwuchsdarstellerin“ nominiert.
Naymark lebt in Paris und studiert neben der Schauspielerei Philosophie.

## Filmografie (Auswahl)
- 1996: La nouvelle tribu (Miniserie)
- 1997: Un coup de baguette magique (Fernsehfilm)
- 1998: Riches, belles, etc.
- 2001: La colère du diable (Fernsehfilm)
- 2003: Monsieur Ibrahim und die Blumen des Koran (Monsieur Ibrahim et les fleurs du Coran)
- 2004: Die Perlenstickerinnen (Brodeuses)
- 2005: La Maison de Nina
- 2005: Mademoiselle Gigi (Fernsehfilm)
- 2006: La promeneuse d’oiseaux (Fernsehfilm)
- 2007: Elles et moi (Fernsehserie)
- 2007: Divine Émilie (Fernsehfilm)
- 2009: Comme un mauvais souvenir (Fernsehfilm)
- 2009: Dans tes bras (Fernsehfilm)
- 2009: L’armée du crime
- 2011: Celle que j’attendais (Fernsehfilm)
- 2011: Faux coupable (Fernsehfilm)
- 2013: Gestrandet (Les Déferlantes, Fernsehfilm)
- 2014: Casanova Variations
- 2014: Café Olympique – Ein Geburtstag in Marseille (Au fil d’Ariane)
- 2015: Verschollen in Kolumbien (Au nom du fils, Fernsehfilm)
- 2015: Eine verrückte Geschichte (Une histoire de fou)
- 2017: Yes I Do (Fernsehserie)
- 2019: Gloria Mundi – Rückkehr nach Marseille (Gloria Mundi)
- 2023: Das Fest geht weiter (Et la fête continue!)